# 소니 DSLR-A850
소니 알파 DSLR-A850(Sony Alpha DSLR-A850 소니 알파 디에스엘아르 에이 에이트헌드레드피프티[*])은 2009년 8월에 발매된 소니의 풀프레임 디지털 SLR로서 DSLR-A900의 보급형 기종이다. 35.9 x 24.0 mm 크기에 2460만 유효 화소를 가지는 소니 CMOS 이미지 센서를 가지고 있으며 시야율, 연사 등 몇 가지 기능들이 DSLR-A900보다 떨어지지만 상대적으로 저렴한 가격으로 출시되었다.

## 같이 보기
- 미놀타 AF 카메라 시스템
- 풀프레임 DSLR